# Neustadt an der Weinstraße
Neustadt an der Weinstraße (in tedesco palatino Naischdadt) è una città extracircondariale di 53 491 abitanti, nel land del Renania-Palatinato in Germania.
È una delle località più famose della Deutsche Weinstraße ("Strada tedesca del vino"), da cui prende il nome.
Nel locale museo della cultura è possibile trovare il primo tricolore tedesco, creato da Johann Philipp Abresch e utilizzato durante il Festival di Hambach del 1832, ed in seguito assunto come simbolo della Germania repubblicana.

## Geografia fisica
Abitanti: 53 525 al 31 dicembre 2009, altezza 136 m s.l.m., superficie 117,10 km².

## Economia
La città è il centro dell'industria vinicola del Palatinato.

## Storia
Nell'area sono stati rinvenuti ritrovamenti preistorici e dei celti, e tracce della successiva romanizzazione nel II secolo.
Al 774 risale la prima citazione documentale di Winzingen, oggi un quartiere della città moderna.

## Amministrazione

### Gemellaggi
Neustadt è membro del gemellaggio internazionale "Neustadt in Europa", che riunisce 36 città e comuni che portano nel nome la dicitura Neustadt ("città nuova").

## Luoghi di interesse
- Castello di Hambach